# Ksar Aouadid
Ksar Aouadid est un ksar de Tunisie situé dans le gouvernorat de Tataouine.

## Localisation
Le ksar est situé sur une colline dominant la vallée agricole de l'oued Zonndag.

## Histoire
La date de fondation du ksar est incertaine : alors qu'Abdesmad Zaïed le considère comme « relativement ancien », Kamel Laroussi évoque le XIXe siècle. Marinella Arena et Paola Riffa donnent une date plus récente, le XXe siècle, que Herbert Popp et Abdelfettah Kassah jugent peu vraisemblable.
Le 10 janvier 2020, le gouvernement tunisien propose le site pour un futur classement sur la liste du patrimoine mondial de l'Unesco.

## Aménagement
Le ksar, de forme carrée (45 mètres de côté), compte 96 ghorfas réparties pour la plupart sur un étage, avec dix ghorfas sur deux étages. Zaïed évoque 160 ghorfas en 1992.
Le complexe est fermé par une porte considérée par Popp et Kassah comme originale. Des contreforts encadrent l'entrée, qui dispose de bancs en maçonnerie.
Le ksar est complètement restauré entre 1997 et 2003.